# ليو روسي
ليو روسي (بالإنجليزية: Leo Rossi)‏ (و. 1946 – م) هو ممثل، وكاتب سيناريو، وممثل تلفزيوني، من الولايات المتحدة الأمريكية، ولد في ترنتون، نيوجيرسي، شارك في ألعاب أولمبية صيفية 1952.

## وصلات خارجية
- ليو روسي على موقع IMDb (الإنجليزية)
- ليو روسي على موقع ألو سيني (الفرنسية)
- ليو روسي على موقع ألو سيني (الفرنسية)
- ليو روسي على موقع أول موفي (الإنجليزية)
- ليو روسي على موقع قاعدة بيانات الأفلام السويدية (السويدية)
- ليو روسي على موقع إن إن دي بي (الإنجليزية)
- ليو روسي على موقع قاعدة بيانات الفيلم (الإنجليزية)
- ليو روسي على موقع كينوبويسك (الروسية)